# Platanus mexicana
El Álamo blanco (Platanus mexicana) es un árbol de la familia Platanaceae. Algunos de sus nombres comunes son: álamo (norte de Puebla, Veracruz y San Luis Potosí), álamo blanco, haya (centro de Veracruz), papalotcuáhuit (náhuatl), chicolcohuite (Puebla), papalote y olivo..Alcanza hasta 40 m de alto. Sus hojas son peltadas y aromáticas, en otoño toman color amarillo y anaranjado. Sus flores crecen como cabezuelas generalmente unisexuales. Habita desde México hasta Guatemala tanto silvestre como cultivada. Tiene potencial para reforestación productiva en zonas degradadas y con uso ornamental debido a la belleza de su follaje y su corteza atractiva. Las especies de este género han sido difíciles de clasificar y en particular las mexicanas que requieren un estudio y evaluación taxonómica
.

## Clasificación y descripción
Se trata de un árbol caducifolio que alcanza entre 15 y 40 m de alto, con un diámetro de hasta 2 m, tronco derecho con manchas irregulares blancas originadas por la exfoliación de la corteza, de color pardo amarillenta con manchas blancuzcas a pardo rojizas; ramificación irregular, pelos dendríticos formando un indumento flocoso ferrugíneo en las ramas jóvenes. Hojas, yemas de 5 mm de largo orientadas al interior cubiertas por estípulas foliáceas. Las estípulas miden 1.5 a 2 cm de lago que rodean toda la ramita, densamente pubecentes; pecíolo de (2) 4 a 8 cm de largo, lámina foliar de 9 a 22 cm de largo y de 8 a 18 (21.5) cm de ancho, por lo común subpeltada, generalmente 3-lobada, lóbulos ascendentes o a veces divergentes, acuminados, con el margen entero, o a veces con pequeños lóbulos o dientes cerca de la base, normalmente las hojas de menor tamaño sin dientes y sin pequeños lóbulos basales en ramas fértiles, base redondeada o truncada, algo decurrente en el pecíolo, nerviación palmada, los nervios laterales divergen 1 a 1.5 cm arriba de la base de la lámina, haz subtomentoso, luego glabro, con pelos pequeños y muy ramificados, envés densamente tomentoso en hojas jóvenes, los pelos ramificados blancos y rojizos, a veces se vuelve glabrescente con la edad; inflorescencia masculina de 3 a 7 cm de largo, raquis tomentoso, a veces estrigoso, con 2 a 5 cabezuelas, globosas, sésiles o subsésiles, de 7 a 11 mm de diámetro. Inflorescencia femenina terminal en ramillas jóvenes, de (5)12 a 16(30) cm de largo, con (1)2 a 5 cabezuelas sésiles o subsésiles; flores masculinas con el perianto hasta de 1 mm de largo, filamentos ausentes, anteras de 2 a 2.5 mm de largo; flores femeninas con el perianto inconspicuo, ovario tomentoso, estilo linear de 3.5 a 4 mm de largo, estigma extendido. El fruto es una nuececilla de 6 a 9 mm de largo dispuestas en cabezuelas de 2 a 3 cm de diámetro, de color pardo amarillento pubescente con pelos simples estrellados.

## Distribución y ambiente
Este árbol se encuentra en cañadas, a lo largo de arroyos y ríos, en medio del bosque tropical caducifolio y subcaducifolio y de encinares, en algunos lugares es elemento importante de bosques de galería. Su rango altitudinal es de 250-1800 m s. n. m. Se Presenta en México en los estados de Tamaulipas, San Luis Potosí, Guanajuato, Querétaro, Hidalgo, Puebla, Nuevo León, Sinaloa, Oaxaca, Veracruz y Chiapas; y Guatemala.

## Usos
Es usado con fines ornamentales y la madera se utiliza en carpintería general y para fabricar artículos artesanales, mientras que a las hojas hervidas se les atribuyen propiedades curativas. Es una buena especie para forestación urbana.